# Idaea semisericea
Idaea semisericea là một loài bướm đêm trong họ Geometridae.